# Адалох

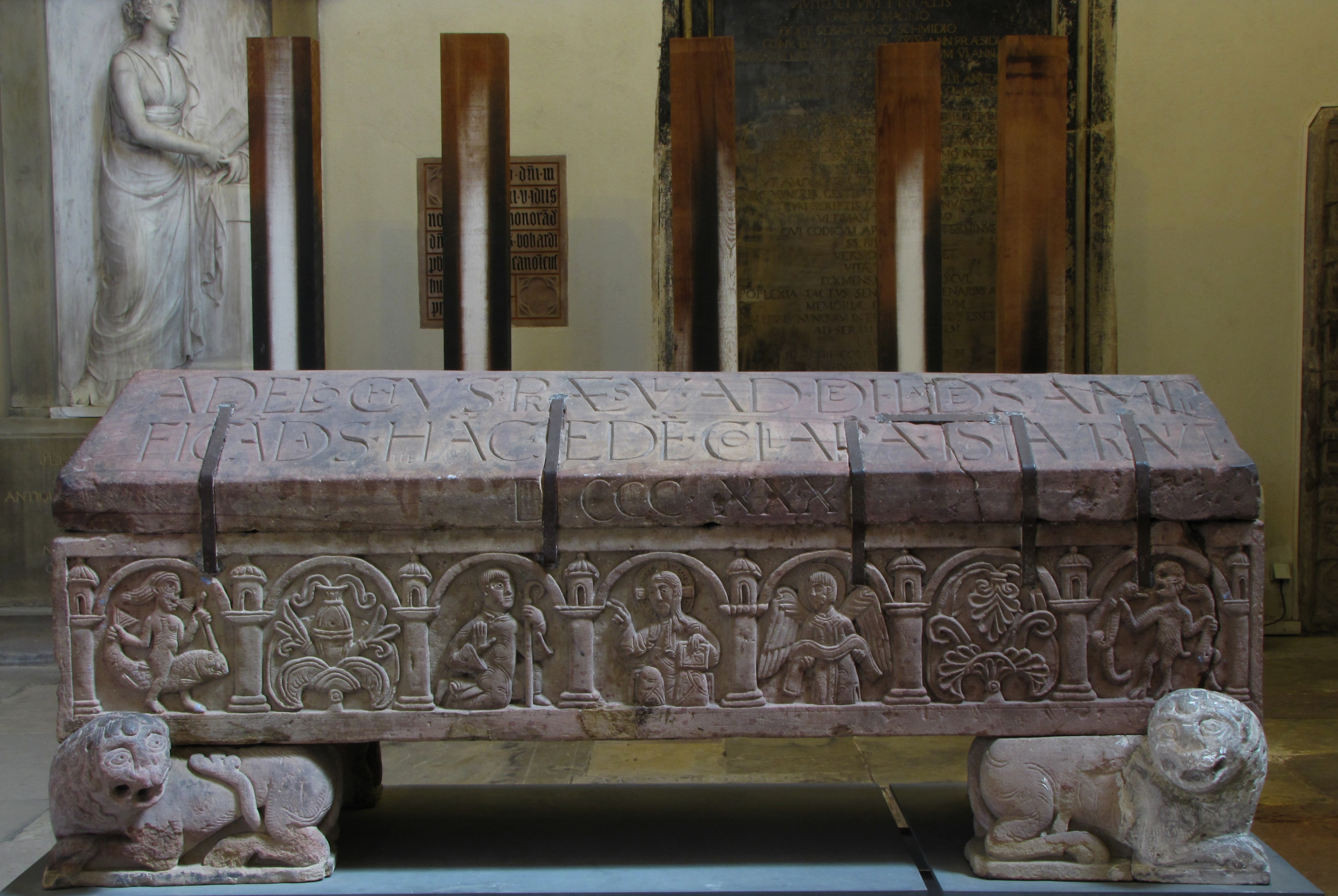
Саркофаг Аделоха.
Церковь Святого Фомы. Страсбург

Адалох (Адалог; лат. Adalochus; умер 29 апреля 822) — епископ Страсбурга (816—822).

## Биография
По церковным преданиям, Адалох родился в одной из знатных семей Эльзаса и унаследовал от отца значительную собственность.
В списках глав Страсбургской епархии Адалох назван преемником владевшего епископской кафедрой очень непродолжительное время Эрлехарда. Вероятно, Адалох получил сан епископа в 816 году.
Первое упоминание Адалоха в современных ему документах относится к 28 августа 816 года, когда он ещё до своей интронизации посетил Ахен. Здесь он получил от императора Людовика I Благочестивого хартию, подтверждавшую права Страсбургской епархии на земли в долине реки Брюш, данные епископу Хеддо королём Карлом Великим. Одновременно эти церковные владения были освобождены императором от какой-либо подчинённости власти светских лиц, в том числе, и государственных чиновников.
Летом 817 года Адалох присутствовал на состоявшейся в Ахене церемонии провозглашения Лотаря I соправителем отца. Вскоре после этого император Людовик I Благочестивый по пути в свои охотничьи угодья в Вогезах посетил Страсбург.
По поручению императора Людовика I Благочестивого епископ Адалох и граф Хартманн в качестве государевых посланцев ездили в Пьяченцу, где председательствовали на судебном заседании по вопросу о притязаниях местной епархии на монастырь в Граваго. Посланцы предоставили императору отчёт об обстоятельствах этого дела, в ответ на который Людовик Благочестивый 27 апреля 820 года повелел пьяченцскому епископу Подону восстановить самостоятельность обители.
2 сентября того же года Адалох участвовал в государственной ассамблее Франкской империи в Кьерзи, и получил здесь от Людовика I Благочестивого ещё две дарственных хартии для своей епархии. Здесь же епископ Страсбурга подписал как свидетель дарственную хартию графа Гуго Турского Висамбурскому аббатству.
15 октября 821 года Адалох присутствовал на состоявшемся в Тьонвиле бракосочетании Лотаря I и Ирменгарды. Всего в торжествах приняли участие 32 прелата и множество знатных лиц Франкской империи.
Здесь же прошёл и синод иерархов Франкской империи, на котором были осуждены притеснения, которым духовенство подвергалось со стороны мирян.
В одном из документов XI века Адалоху приписывалась постройка церкви Святого Фомы в Страсбурге. Однако, скорее всего, по его повелению около 820 года храм был только перестроен и расширен. Постройки времён Адалоха не сохранились: ещё в 1007 году они сгорели во время большого пожара в Страсбурге. Тогда же при церкви была создана община каноников, заботам которых епископ поручил основанную им церковную школу. Чтобы обеспечить процветание церковной общины, Адалох передал ей часть своего наследственного имущества: шесть мансов земли в Гуженайме, шесть виноградников в Мольсеме, селения Альторф и Адельсхофен, а также все доходы с них.
Адалох скончался 29 апреля 822 года, и, согласно завещанию, был похоронен возле главного алтаря церкви Святого Фомы. В первой половине XII века его останки были помещены в изготовленный мастером Эшо каменный саркофаг. Это произведение романского искусства находится в храме до сих пор.
Вероятно, Адалох пользовался большим уважением у своих современников. Так, в наиболее раннем из списков глав Страсбургской епархии, созданном во второй половине IX века при епископе Ратольде, он упомянут как епископ, который «украшал» «эту славную должность». Особенно Адалох почитался членами монашеской общины при церкви Святого Фомы. Возможно, что в честь епископа мог получить своё название теперь не существующий город Адельсхофен в департаменте Нижний Рейн.
Преемником Адалоха в епископском сане был Бернольд.